# The Epic
 The Epic este o clădire ce se află în New York City. A fost construit între 2005 și 2007, și are 58 de etaje.

## Galerie

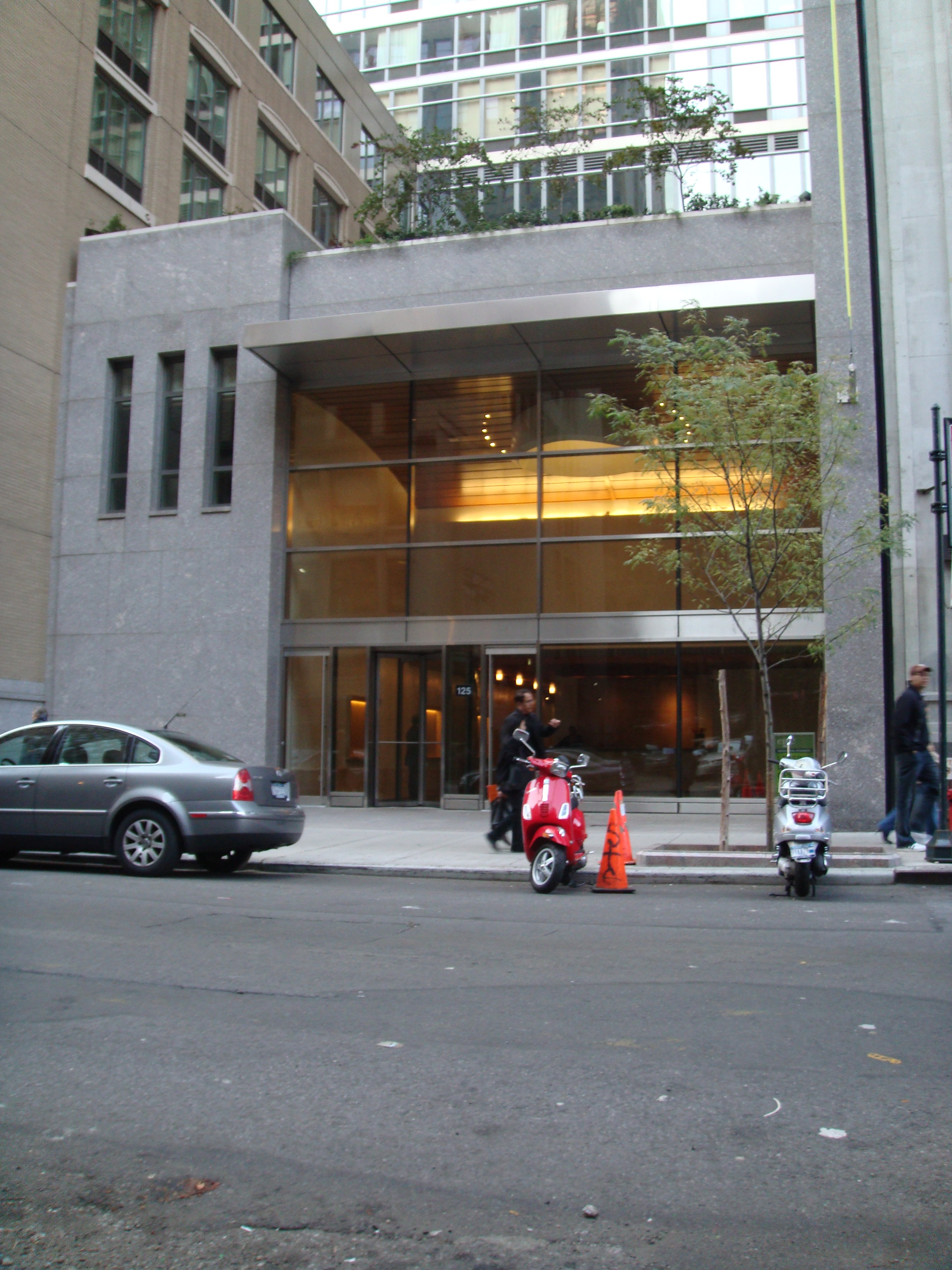
Intrare
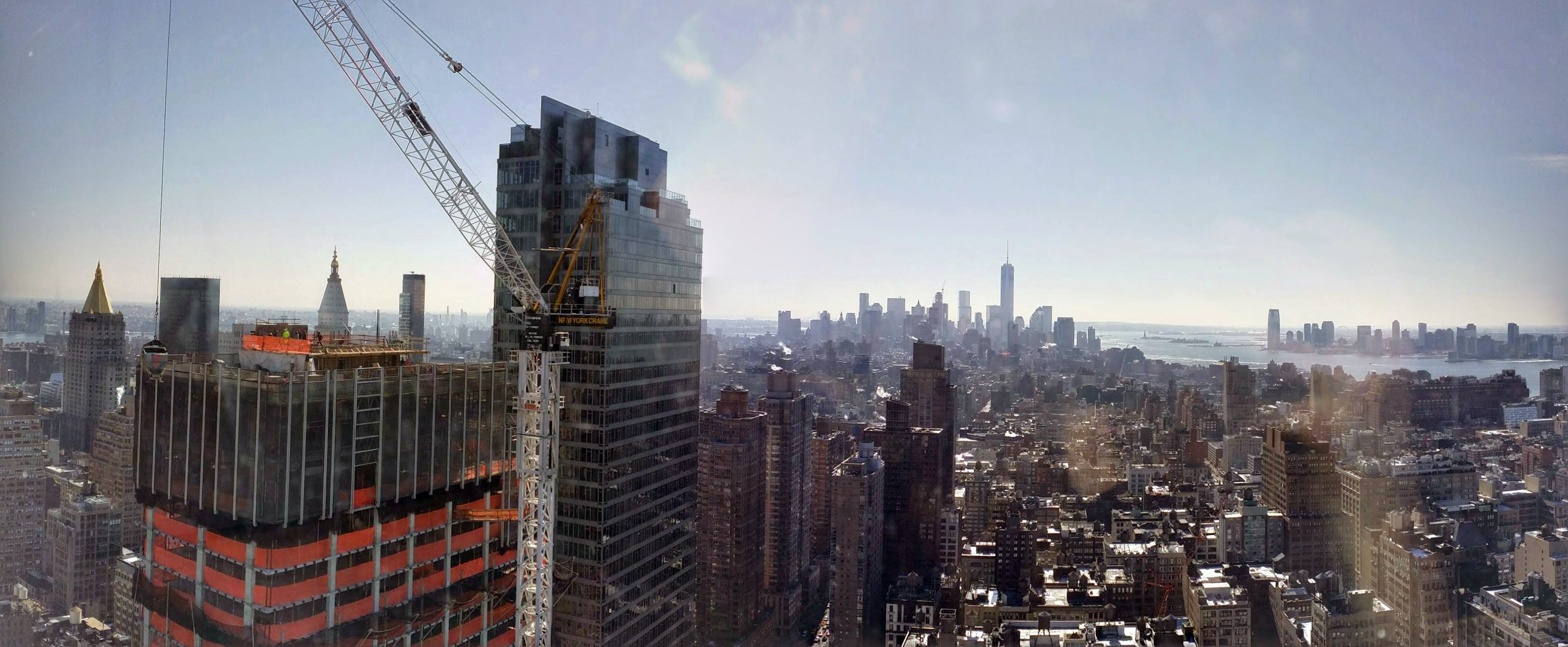
Vedere de la etajul 53, cu fața spre sud